# 3448 Narbut
A 3448 Narbut (ideiglenes jelöléssel 1977 QA5) a Naprendszer kisbolygóövében található aszteroida. Nyikolaj Sztyepanovics Csernih fedezte fel 1977. augusztus 22-én.